# 피리피리고추
피리피리고추(piri piri--)는 작고 매운 고추이다. 나무고추(C. frutescens)의 재배품종으로, 주로 아프리카에서 재배하며, 포르투갈인이 인도의 고아와 구자라트 지역에 심기도 했다. 기반이 되는 재배종은 말라게타고추이며, 포르투갈과 브라질에서는 작은 말라게타고추를 "피리피리"라 부르기도 한다.

## 이름
"고추"를 뜻하는 스와힐리어 "필리필리(pilipili)"가 어원이다. 여러 반투어군 언어에서 "pili pili", "peri peri" 등으로 불리며, "piri piri"는 모잠비크 등 포르투갈어권에서 사용하는 철자이다.

## 쓰임새
포르투갈 요리에서 매운 맛을 낸다.

## 사진 갤러리

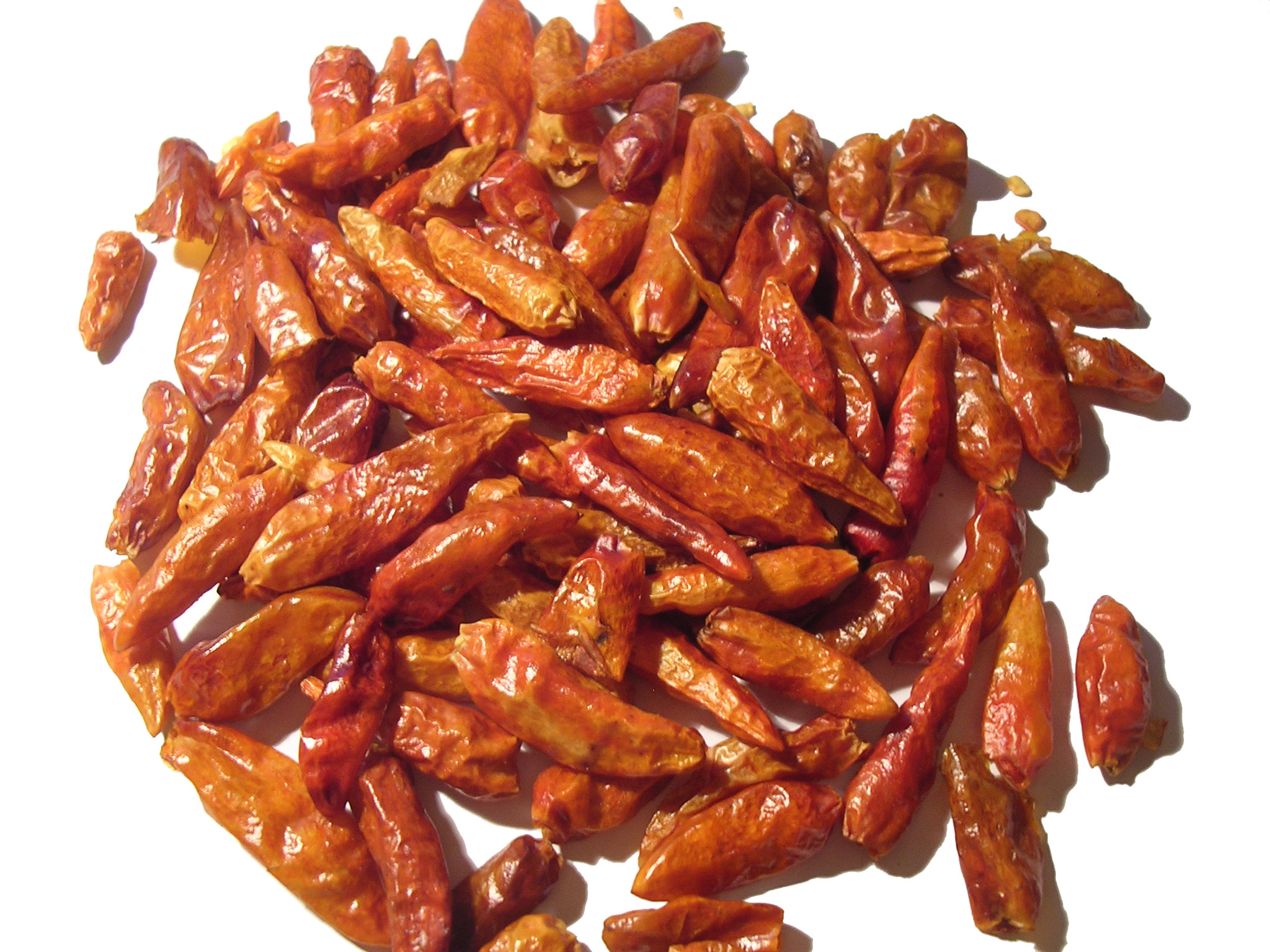
마른 피리피리고추
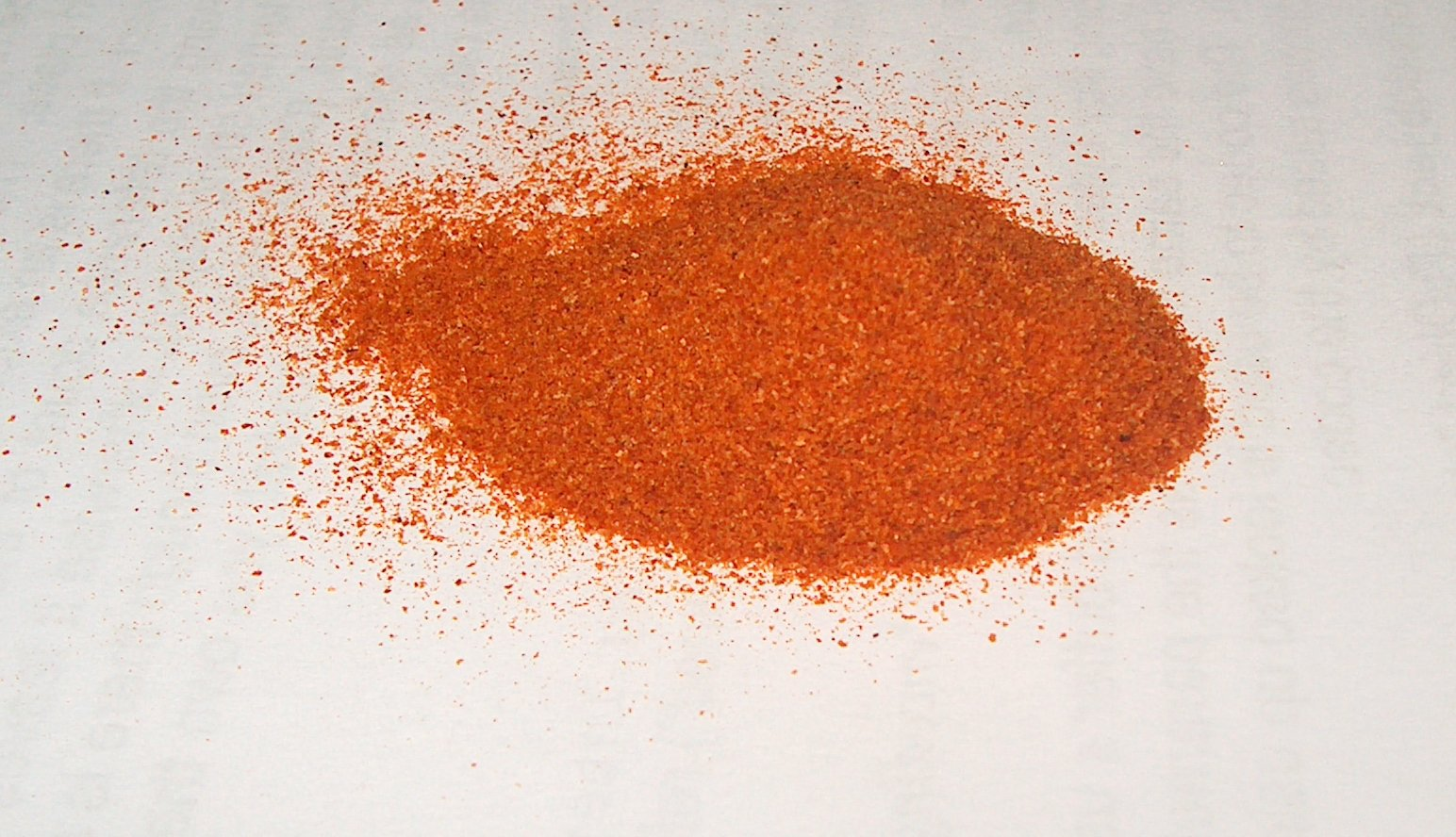
피리피리고춧가루
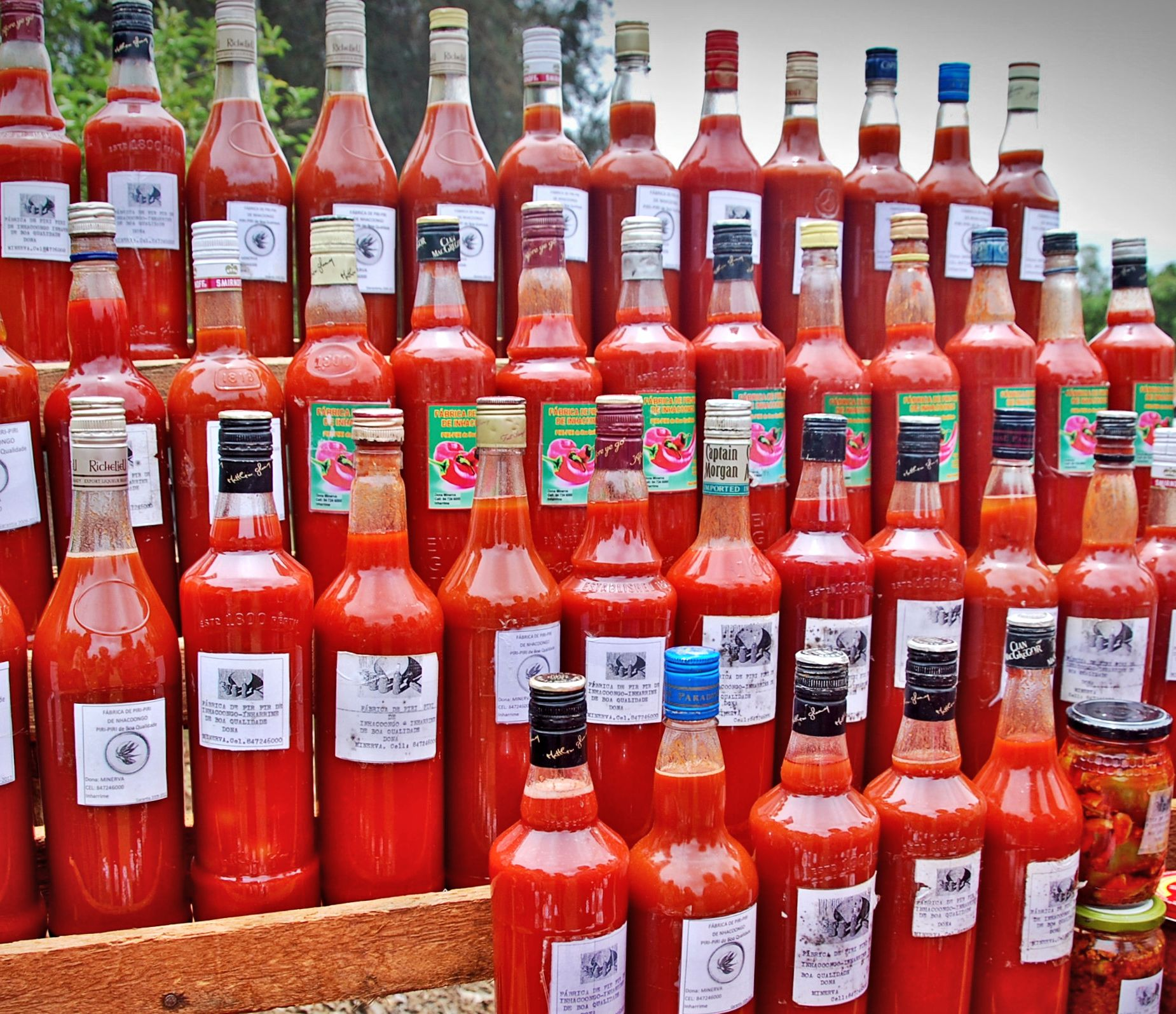
피리피리 소스

## 같이 보기
- 말라게타고추
- 몰류 드 피리피리